# Robert P. George
Robert P. George (10 de julio de 1955) es Profesor McCormick de Jurisprudencia (McCormick Professor of Jurisprudence) en la Universidad de Princeton, donde imparte clases de interpretación constitucional, garantías constitucionales y filosofía del derecho. Trabaja como el director del Programa James Madison sobre Ideas e Instituciones Estadounidenses (James Madison Program in American Ideals and Institutions).

## Biografía
Estudió en el Swarthmore College (BA), Harvard Law School (JD), Harvard Divinity School (MTS), y New College, Oxford (DPhil). En Oxford estudió bajo la guía de John Finnis y Joseph Raz. Trabajó en la Comisión de Derecho Civiles de EE. UU. y como un académico de la Corte Suprema de los Estados Unidos. Actualmente se desempeña en el Consejo de Bioética del Presidente de EE. UU. Es miembro del Consejo de Relaciones Exteriores. Trabaja en el consejo editorial de las revistas Touchstone y First Things, así como también en otros medios escritos.
George es uno de los influyentes proponentes de la "Nueva Teoría de Derecho Natural".

## Libros
- Natural Law Theory: Contemporary Essays, 1992. ISBN 0-19-823552-6[3][4][5][6]
- Making Men Moral: Civil Liberties and Public Morality, 1995. ISBN 0-19-826024-5[7][8][9][10][11][12]
- Natural Law and Moral Inquiry: Ethics, Metaphysics, and Politics in the Work of Germain Grisez, 1998. ISBN 0-87840-674-3
- In Defense of Natural Law, 1999. ISBN 0-19-826771-1[13]
- The Autonomy of Law: Essays on Legal Positivism, 1999. ISBN 0-19-826790-8[14][15]
- Natural Law and Public Reason, 2000. ISBN 0-87840-766-9
- Great Cases in Constitutional Law, 2000. ISBN 0-691-04952-1
- The Clash of Orthodoxies, 2001. ISBN 1-882926-62-5
- Natural Law, Liberalism, and Morality 2001. ISBN 0-19-924300-X
- Constitutional Politics: Essays on Constitution Making, Maintenance, and Change, 2001 ISBN 0-691-08869-1
- The Meaning of Marriage: Family, State, Market, And Morals, 2006 ISBN 1-890626-64-3[16]
- Lee, Patrick; George, Robert P. (2007). Body-Self Dualism in Contemporary Ethics and Politics (en inglés). Cambridge University Press. ISBN 9781139468862.[17]
- Embryo: A Defense of Human Life, 2008 ISBN 0-385-52282-7
- George, Robert P. (2016). Conscience and Its Enemies: Confronting the Dogmas of Liberal Secularism (en inglés). Open Road Media. ISBN 9781504036450.[18]

### Editados en español
- George, Robert P. (2002). Para hacer mejores a los hombres: libertades civiles y moralidad pública. Ediciones Internacionales Universitarias. ISBN 978-84-8469-059-7.

- George, Robert P. (2009). Moral pública: debates actuales. Ediciones Instituto de Estudios de la Sociedad. ISBN 978-956-8639-05-1.

## Artículos
- "Law, Democracy, and Moral Disagreement," Harvard Law Review, Vol. 110, pp. 1388-1406 (1997)
- "Public Reason and Political Conflict:  Abortion and Homosexual Acts," Yale Law Journal, Vol. 106, pp. 2475-2504 (1997)
- "The Concept of Public Morality," American Journal of Jurisprudence, Vol. 45, pp. 17-31 (2000).
- "Human Cloning and Embryo Research," Journal of Theoretical Medicine and Bioethics, Vol. 25, N.º 1, pp. 3-20 (2004)